# Esquina Cor de Rosa
A Esquina Cor de Rosa foi a primeira livraria LGBT em Portugal, fundada em setembro de 1999 por Jó Bernardo.
Situava-se na esquina da Rua Cecílio de Sousa com a Travessa do Monte do Carmo, em Lisboa, muito próximo de duas das zonas preferidas pela comunidade gay lisboeta, o Príncipe Real e o Bairro Alto. A Esquina Cor de Rosa dedicou-se à divulgação de literatura de temática LGBT, com a venda de livros, revistas, filmes e com a organização regular de palestras e exposições.
A Esquina Cor de Rosa encerrou a sua atividade em fevereiro de 2005.